# Республіка Сербська Країна
Респу́бліка Се́рбська Кра́їна або Республіка Сербська Крайна (серб. Република Српска Крајина, РСК / Republika Srpska Krajina, RSK; від сербського і хорватського «кра́їна» — околишня, порубіжна земля, марка) — колишня невизнана сербська держава в Хорватії. За час свого існування з 1991 по 1994 рік була сепаратистським урядом, що боровся за повну незалежність для сербської меншини в Хорватії від соціалістичної Хорватії, а потім від незалежної Хорватії, коли кордони останньої було визнано іноземними державами в серпні 1991 року. Уряд Країни мав де-факто контроль над центральними частинами території, тоді як контроль на околицях залежав від військової ситуації, яку змінювали успіхи і невдачі військової діяльності. У 1992 р. уряд Сербської Країни підписав угоду про демілітаризацію і видалив всю важку артилерію, що залишилася від Югославської народної армії на початку конфлікту, в обмін на гарантії статусу демілітаризованої зони від ООН.
Її основну частину (окрім Східної Славонії, що мирно реінтегрувалася до Хорватії 1998 року під гарантіями ООН) було зайнято хорватськими силами 1995 року.

## Етимологія
Назва «Країна» була прийнята для Військової Границі, яка була викраяна з частин кронлянду Хорватії і Славонії Габсбурзької імперії у 1553—1578 рр. як засіб захисту від експансії Османської імперії. Багато хорватів, сербів і волохів емігрувало з сусідньої частини Османської імперії (Османська Боснія і Сербія) у регіон і допомогли зміцнити і поповнити число хорватів, а також гарнізон німецьких військ у боротьбі з османами. Габсбурги контролювали Границю військовою штаб-квартирою у Відні і не зробили її коронною землею, хоча вона мала деякі особливі права з метою сприяння відродженню спустошеної і зруйнованої війною території. Скасування військового правління відбулося у 1869—1871 рр. З метою залучення сербів бути частиною Хорватії 11 травня 1867 Сабор урочисто заявив, що «Триєдине Королівство визнає сербів/волохів, що живуть у ньому, націями однаковими і рівними з хорватською нацією». Після цього Військову Границю було возз'єднано з Хорватією в 1881 р.
Після Першої світової війни землі, що раніше входили до складу Військової Границі, стали частиною Королівства Югославії, де вони були у Савській бановині. В інтербеллум серби в Хорватській, Славонській, Боснійській Країні та інших західних областях розселення сербів, гуртувалися навколо Незалежної демократичної партії на чолі зі Светозаром Прибичевичем. У новій державі існувала велика напруженість між хорватами і сербами, з боротьбою хорватів за автономію, кульмінацією чого стало вбивство їхнього лідера Степана Радича в парламенті, і репресії з боку сербів, які домінували в силах безпеки.
У 1939—1941 рр., намагаючись розв'язати хорватсько-сербські політичні і соціальні суперечності, було утворено Хорватську бановину, що мала у своєму складі більшу частину колишньої Військової Границі, а також частину Боснії і Герцеговини. У 1941 р. країни Осі окупували Югославію, після чого було створено Незалежну Державу Хорватія (що включала всю сьогоднішню Боснію та Герцеговину і частину Сербії (Східний Срем). Усташі (які закатували сербського короля Югославії) були затверджені німцями як правителі нової країни і проводили політику геноциду до сербів, євреїв і хорватів (з опозиційних груп), що призвело до сотень тисяч убивств. Протягом цього періоду хорвати єдналися навколо тогочасної влади або комуністичних антифашистських партизанів. Серби Книнської Країни, як правило, єднались навколо четників, у той час як серби з Бановини і Славонії, як правило, єднались навколо партизанів.
Наприкінці війни комуністичні партизани взяли гору і край увійшов до складу Народної Республіки Хорватія, 7 квітня 1963 р. республіку було перейменовано на Соціалістичну Республіку Хорватія. Автономістські політичні організації області були придушені за правління Тіто (доля Хорватської весни), але, югославська конституція 1965 і 1974 року надала суттєві права національним меншинам, як-от сербам у СР Хорватія.
Сербська Країна на час проголошення Хорватією незалежності в 1991 мала три типи територій:
- Значна частина історичної Військової Границі, в районах з сербською меншістю населення;
- Терени, на кшталт північної Далмації, які ніколи не були частиною Військової Границі, але мали більшість або велику частину сербського населення, проголосили самоврядування зі столицею у Книні;
- Терени, що межують із Сербією, де серби становлять значну меншість (Бараня, Вуковар).

Великі терени історичної Військової Границі були за межами Республіки Сербська Країна і мали головним чином хорватське населення — велика частина Ліки, терен навколо міста Беловар, Центральна та Південно-Східна Славонія.

## Створення
Населені сербами райони в Хорватії, були в центрі уваги сербського народного руху кінця 1980-х, і пізніше Слободана Мілошевича. Інциденти почалися у 1988, і переросли на повномасштабні сербські політичні мітинги у 1989. Оголошення Хорватією незалежності у 1990, загострило питання. Сербська меншість була підтримана у політичному і військовому відношенні Югославською Народною Армією, і сербським президентом Мілошевичем.
Серби встали в опозицію до політики Франьо Туджмана, обраного президента Хорватії в квітні 1990, через його відкрите прагнення до створення незалежної Хорватії. 30 травня 1990 р. Сербська демократична партія на чолі з Йованом Рашковичем порвала всі зв'язки з хорватським парламентом. У червні наступного року у Книні серби під проводом Сербської Демократичної Партії проголосили створення Асоціації муніципалітетів Північної Далмації і Ліки. У серпні 1990 р. серби почали Революцію колод, де барикади з колод було розміщено на всіх дорогах по всьому півдні країни як вираз їхнього відділення від Хорватії. Це відкраяло узбережжя Хорватії від решти країни. У грудні 1990 р. було прийнято Хорватську конституцію, якою сербів прирівняли до інших етнічних меншин як італійці, угорці тощо. Офіційно хорватські лідери наполягали на Незалежній Хорватії, у складі Югославської конфедерації Незалежних Держав.
Серби в Хорватії створили Сербську національну раду в липні 1990, для координації протидії незалежності Хорватії. Їх позиція полягала в тому, що якщо Хорватія може відокремилася від Югославії, то серби можуть відокремитися від Хорватії.
Повсталі хорватські серби створили низку військових загонів на чолі з Міланом Мартичем.
У серпні 1990, було проведено референдум, в Країні з питання про сербський «суверенітет і автономію» в Хорватії. Результат прийнято більшістю в 99,7 %. Референдум було оголошено незаконним і необґрунтованим. Уряд Хорватії заявив, що серби не мали конституційного права відокремитися від хорватської території.
Адміністрація Бабича оголосила про створення Сербської Автономної Області Країна (або САО Країна) 21 грудня 1990. 16 березня 1991, відбувся референдум, з запитанням «Ти за приєднання САО Країна до Республіки Сербія і перебування в Югославії, де Сербія, Чорногорія тощо, намагаються зберегти Югославію?». З 99,8 % голосуючих «за», референдум був проведено і Асамблея Країни заявила, що «територія САО Країна є складовою частиною єдиної державної території Республіки Сербія» 1 квітня 1991, САО Країна заявила, що виходить зі складу Хорватії. Інші сербські громади у східній частині Хорватії оголосили, що вони також приєднуються до САО Країна і перестали платити податки Загребу, і розпочали створення своєї валютної системи, армії і пошти.
19 травня 1991, в Хорватії відбувся референдум про незалежність, який проігнорувало багато сербів, що вирішили переважною більшістю голосів проголосувати за варіант конфедеративного союзу з іншими державами Югославії. 25 червня 1991 Хорватія та Словенія оголосили про свою незалежність від Югославії. ЮНА безуспішно намагалася придушити незалежність Словенії у короткостроковій Словенській війні, зіткнення між повсталими хорватськими сербами та хорватськими силами безпеки почалися практично відразу, в результаті чого були десятки вбитих з обох сторін. Сербів під назвою четники підтримали залишки ЮНА (вояки якої у цей час були тільки з Сербії та Чорногорії), яка надала їм військову зброю. Багато хорватів утекли зі своїх домівок, або були вигнані повстанцями-сербами. Європейське економічне співтовариство та ООН наполягали на припиненні вогню та мирному врегулюванні, але безрезультатно.
Широкомасштабна війна була розпочата в серпні 1991. Протягом наступного місяця, приблизно третина Хорватії, була взята під контроль повстанцями-сербами. Між серпнем і груднем 1991, близько 80,000 хорватів залишили власні домівки, через сербські етнічні чистки. Також бойові дії відбулися в Східній Славонії, яка не входила в цей час до Країни. 16-18 жовтня сталася різанина в Госпичі, де було закатовано 120 сербів.
19 грудня 1991 р. САО Країна проголосила себе Республікою Сербська Країна. 26 лютого 1992 САО Західна Славонія і САО Східна Славонія, Бараня і Західний Срем були приєднані до РСК, яка спочатку охоплювала лише територію САО Країна. 19 березня 1992, було утворено Сербське військо Країни (серб. Српска Војска Крајине/Srpska Vojska Krajine). РСК, в час найбільшої експансії, займала площу близько 17 028 км². Хорватія тоді тільки починала створювати армію, тому була здолана вояками ЮНА, які підтримували бунтівних хорватських сербів. РСК знаходилася на периферії країни, але незабаром ЮНА розпочав з його терену наступ углиб території Хорватії Було обстріляно хорватське приморське місто Задар, загинуло понад 80 осіб, а також було пошкоджено Масленицький міст, що пов'язував північну та південну Хорватію. Також була спроба захопити Шибеник, але напад було відбито. Місто Вуковар після декількох місяців боїв капітулювало перед вояками ЮНА. Загинуло 2 000 захисників Вуковара, 800 пропали і 22 000 були змушені залишити місто

## 1992 припинення вогню
Угода про припинення вогню була підписана президентами Туджманом і Мілошевичем в січні 1992, відкривши шлях до здійснення мирного плану Організації Об'єднаних Націй, висунутого Сайрус Венсом. Згідно з планом Венса, чотири терени було передано під протекторат ООН. План Венса закликав до виводу ЮНА з Хорватії і до повернення біженців у свої домівки. Офіційно ЮНА пішла з Хорватії в травні 1992, але більша частина її зброї і багато вояків залишилися в Країні та були передані армії РСК. Біженцям не було дозволено повернутися у свої оселі.
Угода ефективно заморозила фронт на найближчі три роки. Республіка Сербська Країна не була визнана де-юре будь-якою країною або міжнародною організацією. Тим не менш, вона отримала підтримку з боку союзників — Сербії, Греції, Росії та Румунії.
Після адміністративної реформи, 30 грудня 1992, хорватський уряд також виділив два автономних регіони (Котар) для етнічних сербів у районі Країни. Але серби жадали незалежності.

## Занепад
Часткова реалізація плану Венса забила клин між урядами РСК і Сербії, головного прихильника РСК і постачальника палива, зброї і грошей. Мілан Бабич рішуче виступав проти плану Венса, але 26 лютого 1992 Бабича було усунуто і замінено на посаді президента РСК Гораном Хаджичем, лояльним Мілошевичу.
Стан РСК вельми погіршився протягом наступних трьох років. РСК мала всі атрибути держави: армію, парламент, президента, уряд і міністерства, валюту і печатку. Але її економіка була повністю залежна від підтримки з боку Югославії, що призвело до гіперінфляції в цій країні.
У липні 1992 року РСК надрукувала свої власні гроші — динар РСК, що мав обіг паралельно з югославським динаром. 1 жовтня 1993 р. проведено обмін грошей на жовтневий динар за курсом 1:1.000.000, але вже 1 січня 1994 р. проведено обмін грошей на динар 1994 за курсом 1:1.000.000.000 до жовтневого динара.
Економічна ситуація незабаром стала катастрофічною. У 1994 р. було працевлаштовано 36 000 з 430 000 громадян РСК. Війна розірвала торговельні зв'язки РСК з рештою терену Хорватії. Маючи обмежені природні ресурси, РСК була змушена імпортувати більшість товарів і палива. Сільське господарство було сплюндроване і ледве задовольняло власні потреби. Фахівці виїхали або до Сербії, або взагалі за межі колишньої Югославії. Крім того, уряд Сербської Країни був корумпований, край став раєм для чорного ринку та інших видів злочинної діяльності. В середині 1990-х років було зрозуміло, що без мирного договору або підтримки з боку Югославії РСК не є економічно життєздатною. Це було особливо очевидно в Белграді, де РСК стала небажаним економічним і політичним тягарем для Мілошевича. На його велике розчарування повсталі хорватські серби відкинули вимоги свого уряду з урегулювання конфлікту..
Слабкість РСК також негативно вплинула на її збройні сили — Vojska Srpske Krajine (ВСК). Починаючи з 1992 р., з угоди про припинення вогню, Хорватія зайнялась імпортом зброї і підготовкою своїх збройних сил американськими радниками. В цей же час боєздатність ВСК неухильно падала, її вояків було погано мотивовано, підготовлено й оснащено Їх було лише близько 55 000 на 600 км фронту з Хорватією, плюс 100 км уздовж кордону з Бихацьким анклавом у Боснії (див Облога Бихача). 16 000 вояків було у Східній Славонії і близько 39 000 захищало основну частину РСК. Ще 30 000 вояків можливо було мобілізувати, однак проти них стояла набагато сильніша хорватська армія. Крім того, політичні розбіжності між Хаджичем і Бабичем іноді призводили до фізичних, а інколи навіть до збройних сутичок між їхніми прихильниками; Бабич зазнав нападу і був побитий під час інциденту в Бенковаці.
У січні 1993 р. оновлена Хорватська армія напала на сербські позиції біля Маслениці в південній частині Хорватії, які обмежували її доступ до моря через Новіград. Під час другого наступу у вересні 1993 р. хорватська армія захопила анклав Медак у південній частині країні і дала поштовх до відвоювання захопленої сербами території Хорватії. Ця акція була зупинена міжнародною дипломатією, але попри те, що хорватські серби-повстанці отримали підкріплення досить швидко, чисельність хорватських сил виявилася вищою. Хаджич направив терміновий запит у Белград задля отримання підкріплень, зброї і техніки. У відповідь близько 4 000 вояків під командуванням Воїслава Шешеля («Білі орли») та «Аркана» (Сербська Добровольча Гвардія) прибули на допомогу РСК.

## Операція Буря
Після відмови обох сторін від плану З-4 з реінтеграції кінець РСК прийшов у 1995 р., коли хорватські війська захопили САО Західна Славонія під час операції «Блискавка» (травень), після чого більшу частину сербського терену у Хорватії було захоплено під час операції «Буря» (серпень). Було прийнято рішення «почати евакуацію населення, непридатного до військової служби в муніципалітетах Книн, Бенковаць, Оброваць, Дрниш і Грачаць». РСК було скасовано, більша частина сербського населення лишила свої домівки. Залишилися тільки 5,000 — 6,000 осіб, головним чином люди похилого віку
Більшість біженців оселилися у Сербії, Боснії і Східній Славонії. Деякі, хто залишився, були убиті, піддані тортурам і насильно вигнані хорватською армією та поліцією Хорватія святкує перемогу 5 серпня як День Перемоги.

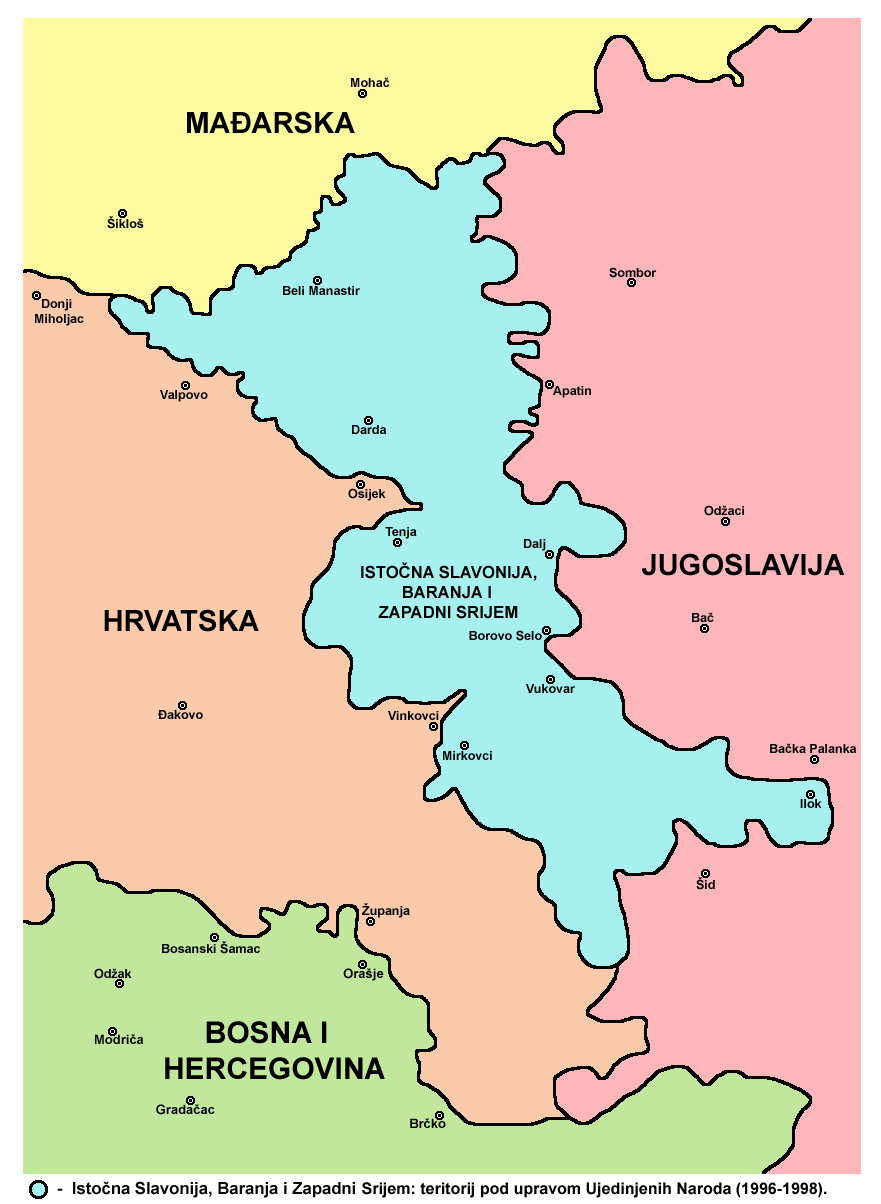

Частина колишньої РСК у східній частині Хорватії (уздовж Дунаю) — Республіка Східна Славонія, Бараня і Західний Срем (раніше Сербська Автономна Область Східна Славонія, Бараня і Західний Срем) — захопленою не була. Місцевий уряд у 1995 р. під егідою ООН підписав Ердутську угоду, яка створила перехідний період, протягом якого миротворці мали стежити за мирною реінтеграцією цієї території до складу Хорватії. Цей процес було завершено у 1998. Після мирної реінтеграції хорватські острови Шаренград і Вуковар залишалися під сербським військовим контролем. У 2004 р. сербські збройні сили було виведено з островів і замінено сербською поліцією.